# Olympische Winterspiele 2010/Teilnehmer (Dänemark)
| Gelbes Symbol für Goldmedaillen mit stilisierten Olympischen Ringen | Graues Symbol für Silbermedaillen mit stilisierten Olympischen Ringen | Braundes Symbol für Bronzemedaillen mit stilisierten Olympischen Ringen |
| ------------------------------------------------------------------- | --------------------------------------------------------------------- | ----------------------------------------------------------------------- |
| —                                                                   | —                                                                     | —                                                                       |

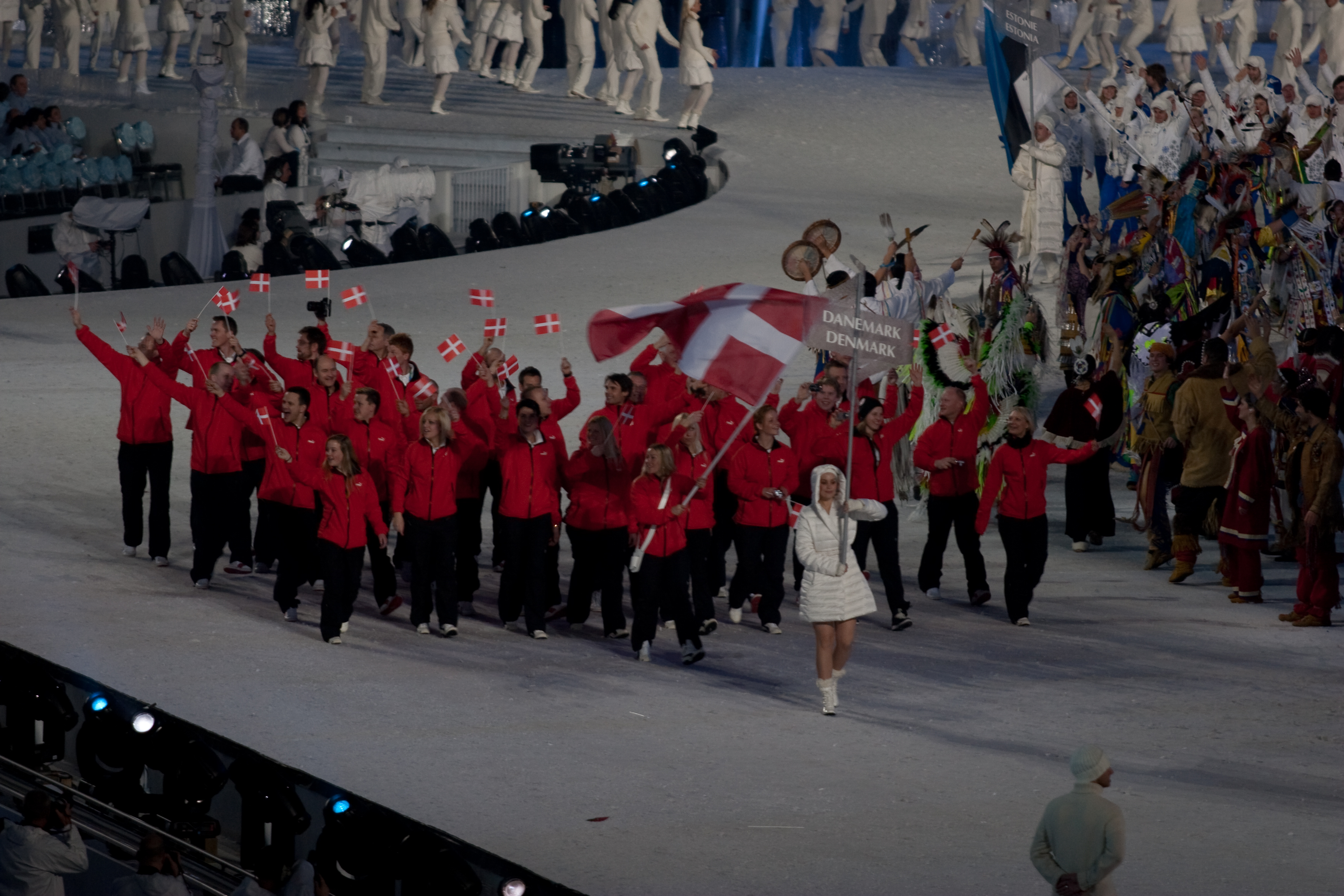
Einmarsch der dänischen Delegation

Dänemark nahm an den Olympischen Winterspielen 2010 im kanadischen Vancouver mit 18 Sportlern in sieben Sportarten teil.

## Flaggenträger
Während der Eröffnungsfeier trug die Freestylerin Sophie Fjellvang-Sølling den Dannebrog, die Flagge Dänemarks, bei der Abschlussfeier trug ihn der Curler Johnny Frederiksen.

## Teilnehmer nach Sportarten

### Biathlon
Männer
- Øystein Slettemark
10 km Sprint: 86. Platz
20 km Einzel: 88. Platz

### Curling
| Männer9. Platz - Ulrik Schmidt (Skip) - Johnny Frederiksen (Third) - Bo Jensen (Second) - Lars Vilandt (First) - Mikkel Poulsen (Ersatz) | Frauen5. Platz - Angelina Jensen (Skip) - Madeleine Dupont (Third) - Denise Dupont (Second) - Camilla Jensen (First) - Ane Hansen (Ersatz) |

### Eisschnelllauf
Frauen
- Cathrine Grage
3000 m: 27. Platz
5000 m: 14. Platz

### Freestyle-Skiing
Frauen
- Sophie Fjellvang-Sølling
Skicross: 21. Platz

### Ski Alpin
| Männer - Johnny Albertsen Super-G: 40. Platz Abfahrt: 53. Platz - Markus Kilsgaard Riesenslalom: disqualifiziert Slalom: nicht angetreten | Frauen - Yina Moe-Lange Riesenslalom: 47. Platz Slalom: 52. Platz |

### Skilanglauf
Männer
- Jonas Thor Olsen
15 km Freistil: 76. Platz
30 km Verfolgung: 55. Platz
50 km Massenstart (klassisch): 48. Platz

### Snowboard
Frauen
- Julie Wendel Lundholdt
Snowboardcross: 15. Platz